# Distrikt San Antonio (Grau)
Der Distrikt San Antonio liegt in der Provinz Grau in der Region Apurímac im zentralen Süden von Peru. Der Distrikt wurde am 17. März 1958 gegründet. Er erstreckt sich über eine Fläche von 25,4 km². Beim Zensus 2017 wurden 288 Einwohner gezählt. Im Jahr 1993 lag die Einwohnerzahl bei 412, im Jahr 2007 bei 361. Die Distriktverwaltung befindet sich in der 3451 m hoch gelegenen Ortschaft San Antonio mit 246 Einwohnern (Stand 2017). San Antonio liegt 11,5 km südöstlich der Provinzhauptstadt Chuquibambilla.

## Geographische Lage
Der Distrikt San Antonio liegt im Andenhochland am rechten Flussufer des nach Norden fließenden Río Vilcabamba zentral in der Provinz Grau.
Der Distrikt San Antonio grenzt im Westen an die Distrikte Turpay und Pataypampa, im Norden an den Distrikt Micaela Bastidas sowie im Südosten und im Süden an den Distrikt Mamara.